# Albirex Niigata
L'Albirex Niigata és un club de futbol japonès de la ciutat de Niigata.

## Història
L'origen del club es remunta a l'any 1955 quan es fundà el Niigata Eleven SC. L'any 1995 nasqué l'Albireo Niigata FC, que el 1997 esdevingué Albirex Niigata.
Té un equip vinculat a Singapur Albirex Niigata Singapore FC i en va tenir un a Cambodja Albirex Niigata Phnom Penh.

## Palmarès
- J. League (2a Divisió):
  - 2003[2]